# 和深村
和深村（わぶかむら）は、和歌山県西牟婁郡にあった村。現在の東牟婁郡串本町の西端にあたる。

## 地理
- 海洋：太平洋
- 島嶼：横島、双島
- 山岳：高市山、大山、洞山、藤根山、冷氷山、牟礼山、西ノ峯山、姥山、東谷山
- 河川：和深川、鹿淵根川、田子川

## 歴史

### 村名の由来
水深の深い湾に面する地形から。

### 沿革
- 1889年（明治22年）4月1日 - 町村制の施行により、和深浦・里川浦・田子浦・江田浦の区域をもって発足。
- 1955年（昭和30年）7月2日 - 串本町・田並村・有田村・潮岬村と合併し、改めて串本町が発足。同日和深村廃止。

## 交通

### 鉄道路線
- 日本国有鉄道
  - 紀勢西線（現・紀勢本線）
    - 和深駅 - 田子駅

### 道路
- 国道170号（現・国道42号）